# Ditranol
A ditranol (INN: dithranol, USAN(en) ill. korábbi BAN(en): anthralin) sárga kristályos por. Vízben nem, a szokásos oldószerekben oldódik.
Pikkelysömör helyi kezelésére szolgáló szer.

## Hatásmód
Lassítja a beteg bőr sejteinek szaporodását a DNS-replikáció gátlásával. Az egészséges bőrre nincs ilyen hatással.
Sejten kívül keletkező szabad oxigéngyökök okozzák mind a gyógyító, mind az egészséges bőrt irritáló hatást.

## Alkalmazás
0,1–1%-os kenőcs, balzsam, gél formájában. A nagyobb mennyiségnél rövidebb a kezelés időtartama, miközben a hatékonyság alig csökken. A bőr idővel hozzászokik a ditranolhoz, így növelni lehet a kenőcs erősségét.
Gyakran kombinálják más szerekkel (szalicilsav, karbamid, D3-vitamin, gyulladáscsökkentő szteroidok, UV-sugárzás, cinkvegyületek).
Egy érdekes alkalmazási mód a halterápia. A beteg testrészt (akár a teljes testet) meleg vizes kádba kell meríteni, melyben piros szívogató márnák, más néven doktorhalak (Cyprinion macrostomum(en)) úszkálnak. A halak bajszukkal ledörzsölik ill. a szájukkal szívogatják a beteg bőrrészeket, miközben ditranol-tartalmú váladékot fecskendeznek a bőrbe. Az eljárás Magyarországon is elérhető, és nemcsak egészségügyi, hanem kozmetikai célból is alkalmazzák.

## Mellékhatások
A szer nagyon gyakran okoz irritációt egészséges bőrön, ezért pontosan be kell tartani a kezelés időtartamára vonatkozó orvosi előírást. Az egészséges bőrt célszerű pl. paraffinkenőccsel védeni.
Jellegzetes szaga van. A bőr, fehérnemű, ágynemű, sőt a fürdőkád barnás elszíneződését okozza.
Szisztémás mellékhatása nincs.
Nem szabad belélegezni, ne kerüljön szembe, szájba. Szoptatós anyák ne használják a mellük környékén, nehogy a baba szájába kerüljön.

## Készítmények
A nemzetközi gyógyszerkereskedelemben számos készítmény kapható.
Magyarországon nincs forgalomban gyári készítményként. Alapanyagként elérhető, magisztrális készítményként rendelhető.